# Le Sac des filles
Le sac des filles è il primo album in studio della cantautrice francese Camille, pubblicato nel 2002.

## Tracce
1. 1, 2, 3
2. Paris
3. La demeure d'un ciel
4. Les ex
5. Mon petit vieux
6. Ruby
7. Le sac des filles
8. Un homme deserté
9. Je ne suis pas ta chose
10. Elle s'en va
11. Là où je suis née